# Battaglia di Collestrada
La battaglia di Collestrada è stata uno degli episodi bellici verificatisi a causa di attriti politici tra i comuni di Perugia e di Assisi.
Lo scontro è celebre perché vi partecipò Giovanni di Pietro Bernardone, ovvero Francesco d'Assisi, il quale fu catturato e imprigionato dai Perugini insieme ad altri assisani. Fu un momento chiave per la sua futura conversione.